# Tigillum Sororium
Le Tigillum Sororium, qui se traduit par « poutre de la sœur », était une poutre en bois horizontale (ou solive) qui aurait été érigée sur la pente de la colline de l'Oppius  dans la Rome antique par le père des Horaces, à l'endroit où son fils survivant, Publius Horatius, vainqueur des trois Curiace, expia le meurtre de sa sœur Camille.

## Situation et description
L'un des monuments les plus anciens de la Rome antique, le Tigillum Sororium était une poutre (ou une solive) présentée comme un joug d'expiation soutenue par deux poteaux verticaux qui enjambaient une route, très probablement la Voie Sacrée (en latin : Sacra Via). 
Denys d'Halicarnasse explique que cette poutre aurait servi à l'expiation d'Horace et qu'elle se situait à proximité de deux autels, l'un dédié à Junon Sororia et l'autre à Janus Curiatus. Les actes des frères Arvales rapportent que le Tigillum Sororium était localisé AD COMPITVM ACILI (« le Compitum Acilium, sanctuaire dédié à Auguste ») ; son emplacement reste donc assez sûr, malgré l'absence de vestiges archéologiques.

## Historique

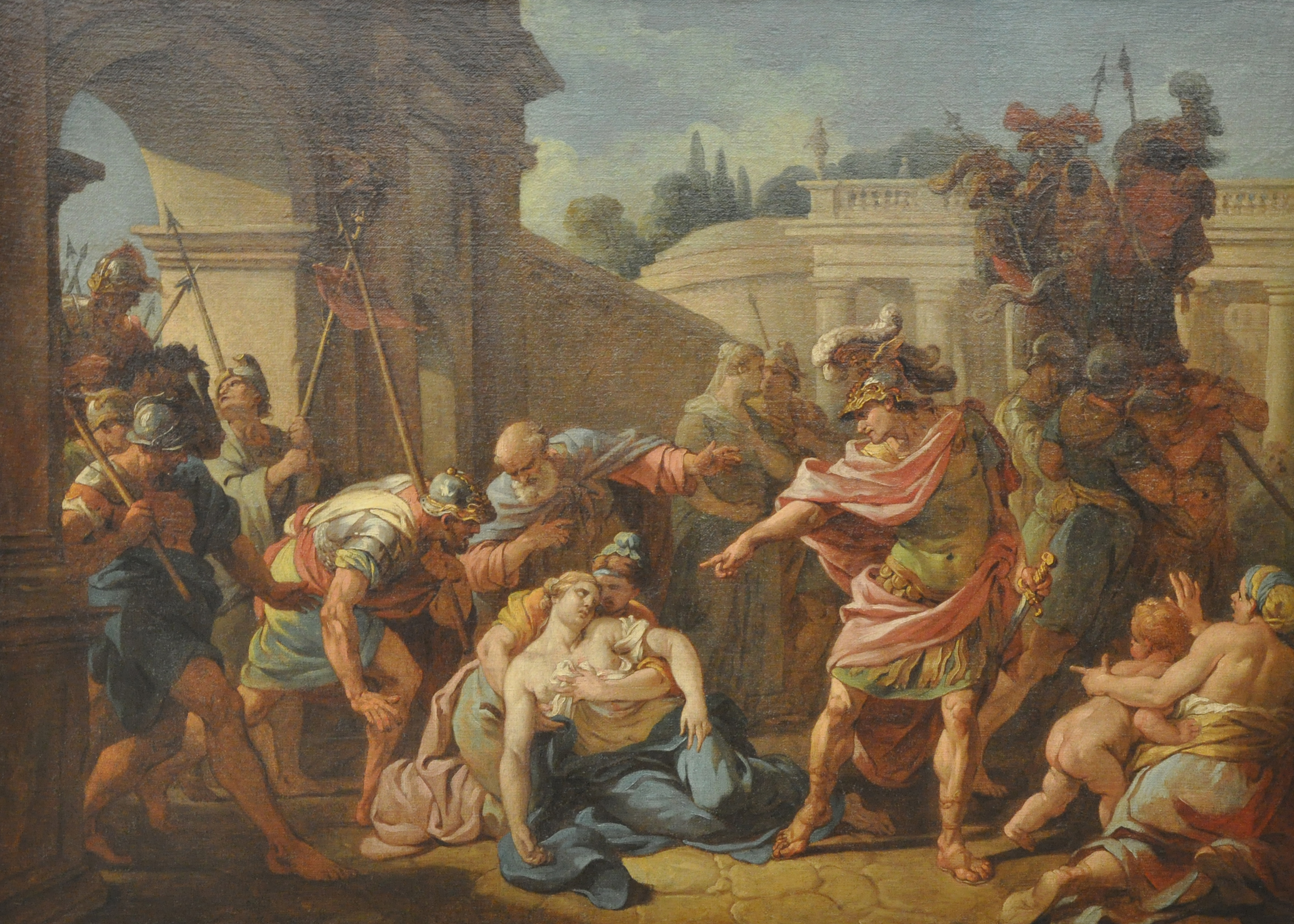
Horace venant de frapper sa sœur, par Jean-François Lagrenée (années 1750).

Commémorant l'épisode tragique (expiatio) qui se déroula durant le règne de Tullus Hostilius, c'est-à-dire durant le VIIe siècle av. J.-C., le « tigillum sororium » était constamment restauré aux frais de l'État jusqu'à l'époque de Tite-Live, c'est-à-dire entre la fin du Ier siècle av. J.-C. et le début du Ier siècle apr. J.-C..
Durant la période républicaine, chaque année aux Calendes d'octobre (le premier octobre) une cérémonie au tigillum sororium purifiait les soldats démobilisés. En 49, après le suicide de Lucius Junius Silanus, accusé par la rumeur d'inceste avec sa sœur, l'empereur Claude fait réactiver la célébration par les pontifes des cérémonies du tigillum sororium, décision objet de risée selon Tacite.